# Ivo Rudić
Ivo Rudić, né le 24 janvier 1942 à Split et mort le 22 novembre 2009 à Split, était un footballeur australien. Il évoluait au poste de défenseur.

## Biographie

### Carrière en équipe nationale
Ivo Rudić ne joue aucun match avec la sélection australienne. Il est toutefois sélectionné pour disputer la Coupe du monde 1974, où il reste sur le banc des remplaçants. L'Australie est éliminée au premier tour du mondial.